# موزه دریانوردی استونی
موزه دریانوردی استونی (استونیایی: Eesti Meremuuseum) یک موزه دریانوردی در منطقه وانالین، تالین، استونی است.
این موزه که در سال ۱۹۳۵ تأسیس شده دربارهٔ تاریخ کشتی‌رانی و دریانوردی استونی است، از دیگر بخش‌های موزه می‌توان به موزه معدن و بندرگاه سیپلین که موزه کشتی‌ها نیز است اشاره کرد.

## نگارخانه

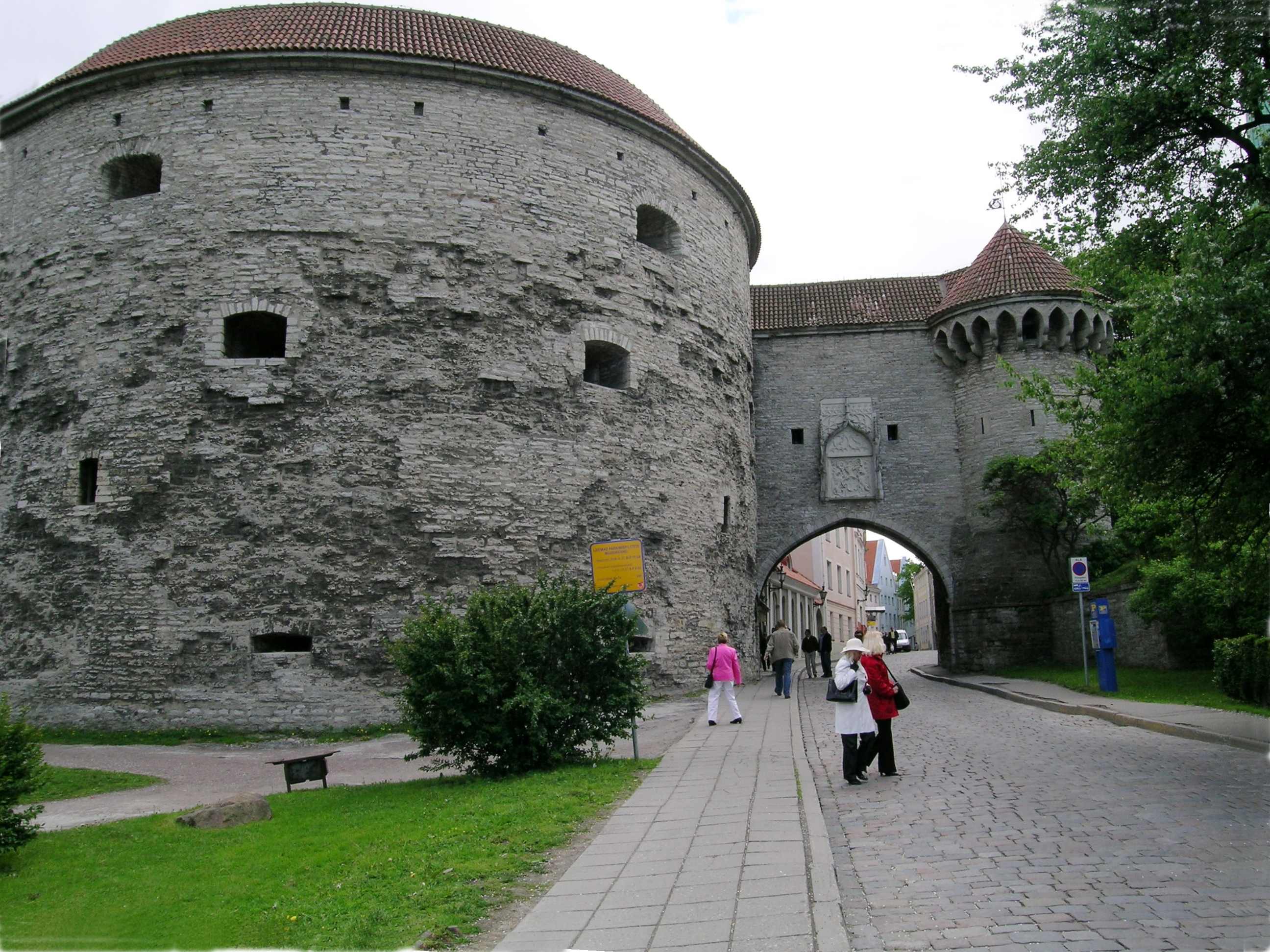
ساختمان موزه
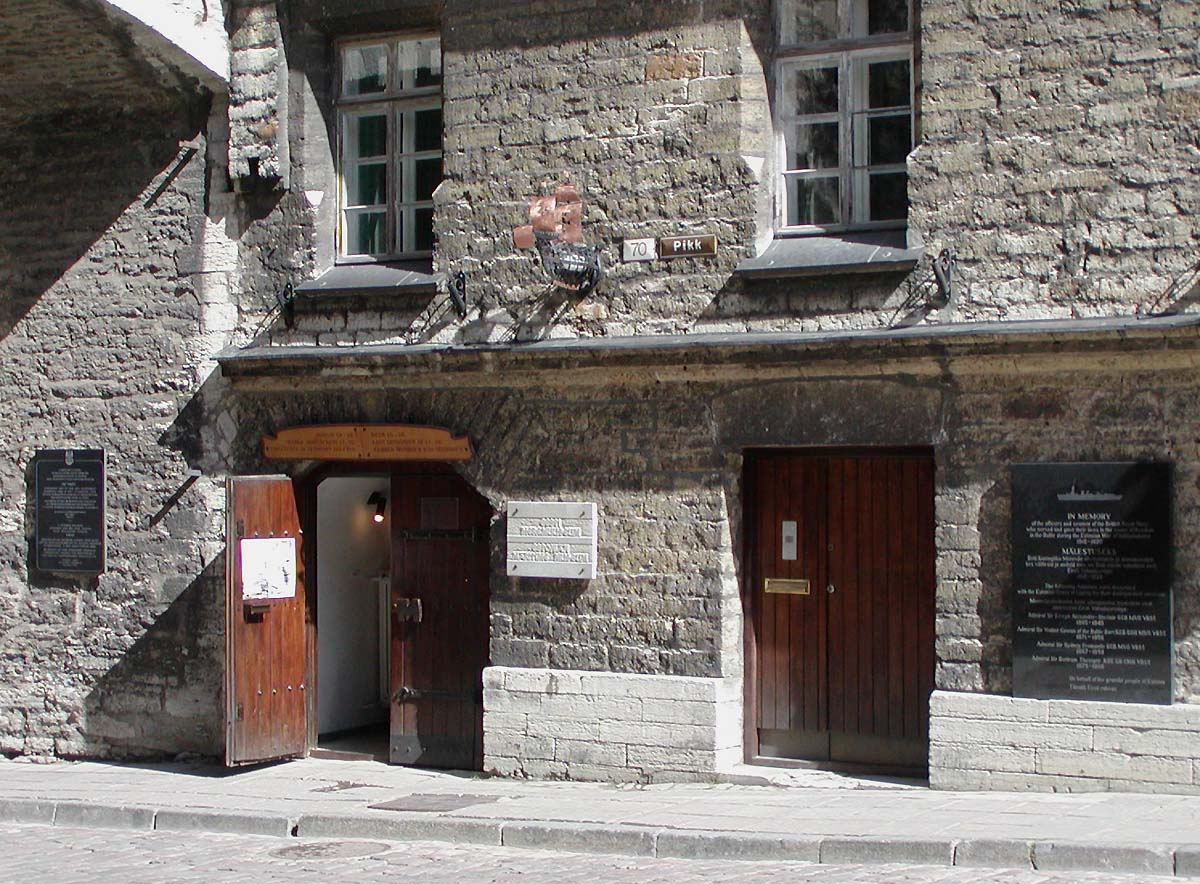
ورودی موزه
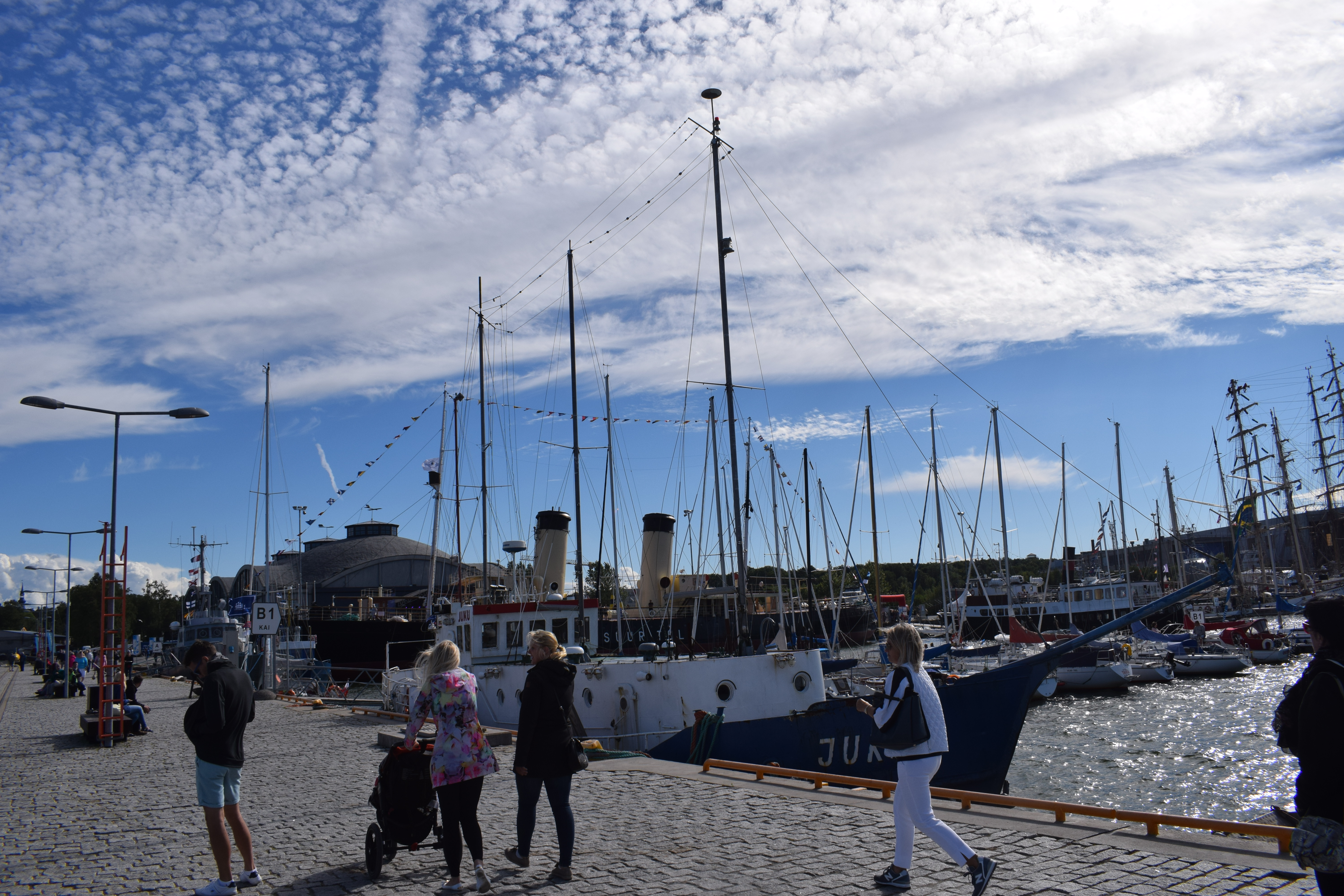
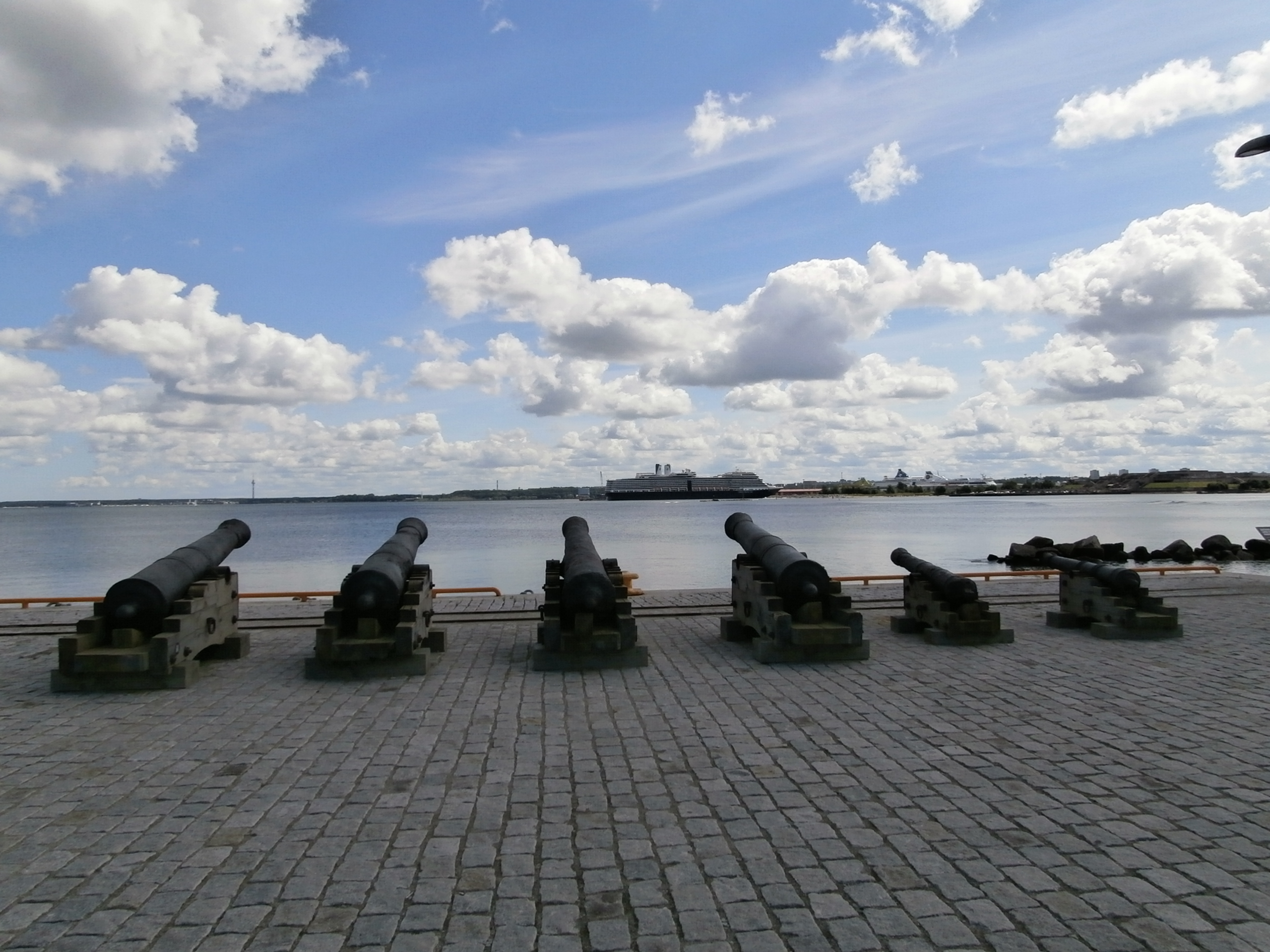
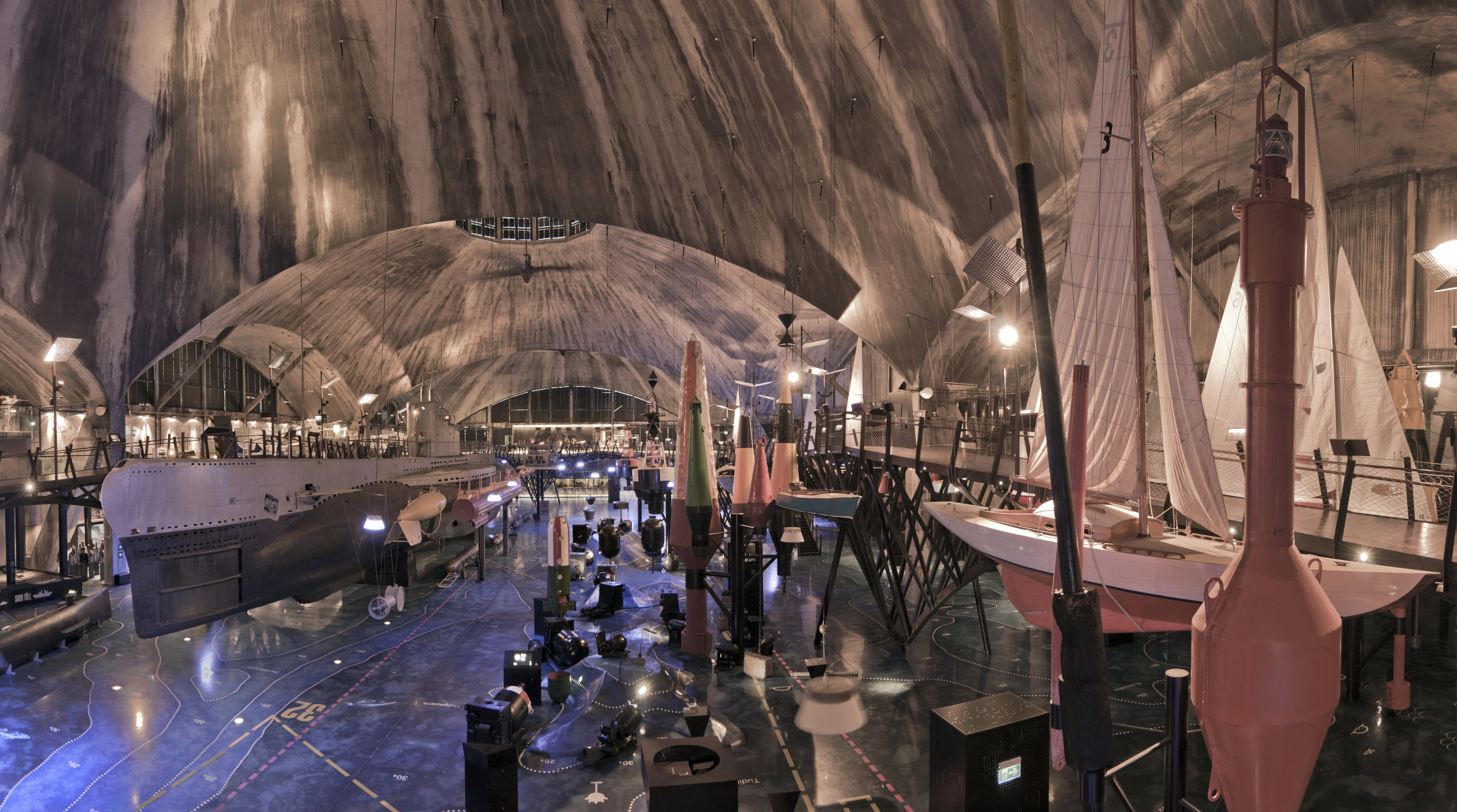